# تربيع الانحرافات عن المتوسط
تنتج الانحرافات التربيعية عن المتوسط (SDM) عن تربيع الانحرافات . وتـحسب الأنحرافات ببعدها عن المتوسط  الحسابي لمجموعة من القيم.  في نظرية الاحتمالات والإحصاءات ، يكون تعريف التباين إما القيمة المتوقعة لـتربيع الانحرافات عن المتوسط   (عند النظر في التوزيع النظري للقيم) أو متوسط قيمته (للبيانات التجريبية الفعلية). تتضمن حسابات تحليل التباين تقسيم مجموع تربيع الانحرافات عن المتوسط الحسابي.

## الخلفية
يتم  فهم الحسابات المعنية بشكل كبير من خلال دراسة القيمة الإحصائية
{\displaystyle \operatorname {E} (X^{2})} ، حيث  {\displaystyle \operatorname {E} } هو عامل القيمة المتوقعة.
لمتغير عشوائي {\displaystyle X} ذو متوسط  {\displaystyle \mu }  ، وله التباين {\displaystyle \sigma ^{2}}
فيكون مربع التباين :
{\displaystyle \sigma ^{2}=\operatorname {E} (X^{2})-\mu ^{2}.} 
بذلك نحصل على:
{\displaystyle \operatorname {E} (X^{2})=\sigma ^{2}+\mu ^{2}.}
مما سبق يمكن اشتقاق ما يلي:
{\displaystyle \operatorname {E} \left(\sum \left(X^{2}\right)\right)=n\sigma ^{2}+n\mu ^{2},}
{\displaystyle \operatorname {E} \left(\left(\sum X\right)^{2}\right)=n\sigma ^{2}+n^{2}\mu ^{2}.}

## تباين العينة
مجموع الانحرافات التربيعية اللازمة لحساب تباين العينة (قبل اتخاذ قرار القسمة على n أو n − 1  ) يتم حسابها بسهولة على أنها:
{\displaystyle S=\sum x^{2}-{\frac {\left(\sum x\right)^{2}}{n}}}
من الاثنين من التوقعات المشتقة من  القيم  المذكورة لهذا المجموع ، نجد :
{\displaystyle \operatorname {E} (S)=n\sigma ^{2}+n\mu ^{2}-{\frac {n\sigma ^{2}+n^{2}\mu ^{2}}{n}}}
مما يعني أن  :
{\displaystyle \operatorname {E} (S)=(n-1)\sigma ^{2}.}
هذا يثبت بشكل فعال استخدام المقسوم عليه n − 1 في حساب تقدير عينة غير متحيزة σ 2 .

## التقسيم—تحليل التباين
في الحالة التي تكون فيها البيانات متاحة لـ k مجموعات  مختلفة بحجم n i  ، حيث تختلف i  من 1 إلى k ، فمن المفترض أن المتوسط المتوقع لكل مجموعة هو:
{\displaystyle \operatorname {E} (\mu _{i})=\mu +T_{i}}
ولا يتغير تباين كل مجموعة معالجة عن تباين الكل {\displaystyle \sigma ^{2}} .
تحت الفرضية 0  أن العلاجات ليس لها تأثير ، عندئذ  كل  {\displaystyle T_{i}} ستكون صفرا.
أصبح من الممكن الآن حساب ثلاث مجموعات من التربيعات:
فردي
{\displaystyle I=\sum x^{2}}
{\displaystyle \operatorname {E} (I)=n\sigma ^{2}+n\mu ^{2}}
المعالجات
{\displaystyle T=\sum _{i=1}^{k}\left(\left(\sum x\right)^{2}/n_{i}\right)}
{\displaystyle \operatorname {E} (T)=k\sigma ^{2}+\sum _{i=1}^{k}n_{i}(\mu +T_{i})^{2}}
{\displaystyle \operatorname {E} (T)=k\sigma ^{2}+n\mu ^{2}+2\mu \sum _{i=1}^{k}(n_{i}T_{i})+\sum _{i=1}^{k}n_{i}(T_{i})^{2}}
تحت الفرضية الصفرية  أن المعالجات لا تسبب أي اختلافات وأن جميع {\displaystyle T_{i}} هي صفر ، يتم تبسيط القيمة المتوقعةإلى:
{\displaystyle \operatorname {E} (T)=k\sigma ^{2}+n\mu ^{2}.}
مزيج
يحسب المزيج كالآتي:  
{\displaystyle C=\left(\sum x\right)^{2}/n}
فتكون القيمة المتوقعة:
{\displaystyle \operatorname {E} (C)=\sigma ^{2}+n\mu ^{2}}

### مجموع تربيعات الانحرافات
في ظل الفرضية الصفرية ، لا يحتوي اختلاف أي زوج من I و T و C على أي اعتماد على  {\displaystyle \mu } ، ولكن يكون معتمدا على   {\displaystyle \sigma ^{2}}  فقط.
{\displaystyle \operatorname {E} (I-C)=(n-1)\sigma ^{2}} مجموع تربيعات الانحرافات  وهذه تعرف أيضا باسم المجموع الكلي للتربيعات .
وتكون المعادلة، 
{\displaystyle \operatorname {E} (T-C)=(k-1)\sigma ^{2}} هي تربيعات  الانحرافات  وتعرف أيضًا باسم مجموع التربيعات الممثلة.
{\displaystyle \operatorname {E} (I-T)=(n-k)\sigma ^{2}} الانحرافات التربيعية المتبقية  ، وتعرف أيضًا باسم مجموع المربعات المتبقية.
الثوابت ( n − 1) ، ( k − 1) و (n − k) يشار إليها عادة على أنها عدد درجات الحرية .

### مثال
في مثال بسيط  ، تنشأ 5 قياسات  من تعاملين . تعطي المعاملة الأولى ثلاث قيم 1 و 2 و 3 ، وتعطي المعاملة الثانية قيمتين 4 و 6.
فنحصل على I وهي تعطي
{\displaystyle I={\frac {1^{2}}{1}}+{\frac {2^{2}}{1}}+{\frac {3^{2}}{1}}+{\frac {4^{2}}{1}}+{\frac {6^{2}}{1}}=66}
وتكون :
{\displaystyle T={\frac {(1+2+3)^{2}}{3}}+{\frac {(4+6)^{2}}{2}}=12+50=62}
{\displaystyle C={\frac {(1+2+3+4+6)^{2}}{5}}=256/5=51.2}
وهي تعطي: 
مجموع الانحرافات التربيعية = 51.2 − 66 = 14.8 ولها  4 درجات حرية.
معاملة الانحرافات التربيعية = 51.2 − 62 = 10.8 بدرجة حرية واحدة.
الانحرافات التربيعية المتبقية =62 − 66= 4 ولها  3 درجات حرية.

### تحليل التباين ثنائي الاتجاه
تحليل التباين الثنائي (بالإنجليزية: Two-way analysis of variance)‏ هو اختبار معلمي يهتم ببحث الفروق بين متوسطات درجات مجموعات كل متغير مستقل ويسمى الأثر الأساسي Main effect على المتغير التابع، بالإضافة إلى بحث أثر التفاعل بين المتغيرين على المتغير التابع.